# Фрактал Гартера — Гайвея
Крива дракона — приклад системи ітераційних функцій, загальна назва для деяких фрактальних кривих, які можуть бути апроксимовані рекурсивними методами, такими як L-система.

## Дракон Гартера — Гайвея

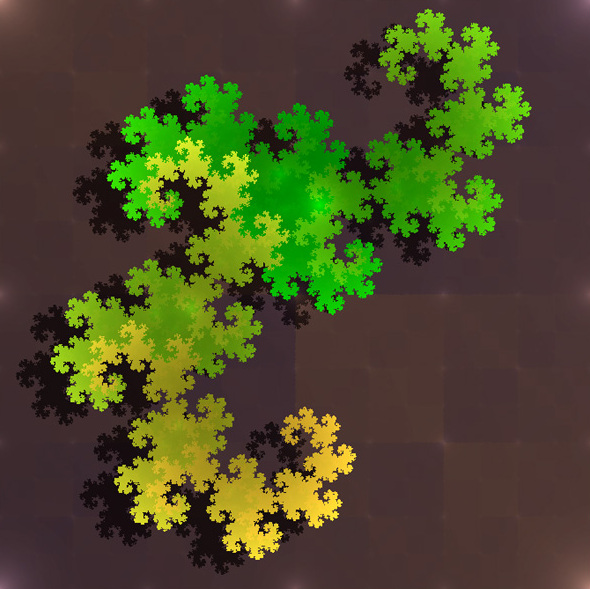
Крива дракона

Дракон Гартера, також відомий як дракон Гартера — Гайвея, вперше дослідили фізики NASA Джон Гайвей (англ. John Heighway), Брюс Бенкс (англ. Bruce Banks) і Вільям Гартер (англ. William Harter). 1967 року його описав Мартін Ґарднер у колонці «Математичні ігри» журналу «Scientific American». Багато властивостей фрактала описали Чандлер Девіс і Дональд Кнут.
Фрактал може бути записаний як L-система з параметрами:
- кут дорівнює 90°
- початковий рядок FX
- правила перетворення рядків:

1. {\displaystyle X\rightarrow X+YF+}
2. {\displaystyle Y\rightarrow -FX-Y}

Це може бути описано так: Починаючи з базового відрізка, замінити кожен відрізок двома відрізками з прямим кутом і з обертанням на 45°, альтернативно, праворуч і ліворуч:
Крім того, фрактал може бути описаний системою ітераційних функцій на комплексній площині:
{\displaystyle f_{1}(z)={\frac {(1+i)z}{2}}}
{\displaystyle f_{2}(z)=1-{\frac {(1-i)z}{2}}}
з початковим набором {\displaystyle S_{0}=\{0,1\}} пунктів.
Використання натомість пар дійсних чисел ілюструють дві функції:
{\displaystyle f_{1}(x,y)={\frac {1}{\sqrt {2}}}{\begin{pmatrix}\cos 45^{\circ }&-\sin 45^{\circ }\\\sin 45^{\circ }&\cos 45^{\circ }\end{pmatrix}}{\begin{pmatrix}x\\y\end{pmatrix}}}
{\displaystyle f_{2}(x,y)={\frac {1}{\sqrt {2}}}{\begin{pmatrix}\cos 135^{\circ }&-\sin 135^{\circ }\\\sin 135^{\circ }&\cos 135^{\circ }\end{pmatrix}}{\begin{pmatrix}x\\y\end{pmatrix}}+{\begin{pmatrix}1\\0\end{pmatrix}}}
Це подання найчастіше використовується у програмах, таких як Apophysis.

Форму кривої легше побачити, якщо округлити кути.

### Складання Дракона
При трасуванні ітерації кривої дракона від одного кінця до іншого, один стикається з низкою витків 90 градусів. Протягом перших декількох ітерацій послідовність праворуч (R) і ліворуч (L) виявляється таким чином:
- 1-а ітерація: R;
- 2-а ітерація: R R L;
- 3-а ітерація: R R L R R L L;
- 4-а ітерація: R R L R R L L  R R R L L R L L.

Ця схема говорить про те, що кожна ітерація формується шляхом прийняття попередньої ітерації, додавання R в кінці, а потім ретроградного повороту з оригінальної ітерації, заміняти кожну букву і додавати результат після R.
Ця модель, у свою чергу, передбачає такий метод створення моделей ітерацій кривої дракона по складанню смужки паперу. Візьміть смужку паперу і складіть її навпіл з правого боку. Складіть її навпіл і знову праворуч. Якщо смуга була відкрита зараз, розгинайте кожну складку, щоб отримати 90-градусний поворот, послідовність черги буде RRL тобто другої ітерації дракона. Складіть смужку навпіл і знову праворуч, і наступна послідовність розкладеної смуги тепер RRLRRLL — третьої ітерації дракона. Продовжуючи складання смуги наполовину вправо, будуть створюватися додаткові ітерації дракона (на практиці, смуга стає занадто товстою, щоб різко скинути після чотирьох або п'яти ітерацій).

Анімація розгортки кривої Дракона.

Ця модель також дає метод для визначення напрямку {\displaystyle n}-го повороту послідовності дракона. По-перше, виразити {\displaystyle n} у вигляді  {\displaystyle k2^{m}}, де {\displaystyle k} — це непарне число. Напрямок {\displaystyle n} у свою чергу, визначається {\displaystyle k{\pmod {4}},} тобто залишок наліво, коли {\displaystyle k} ділиться на 4. Якщо  {\displaystyle k\equiv 1{\pmod {4}}} , то {\displaystyle n}-й елемент у черзі є R;  якщо {\displaystyle k\equiv 3{\pmod {4}}} , то {\displaystyle n}-й елемент у черзі є L.
Наприклад, щоб визначити напрямок повороту 76376:
76376 = 9547*8
9547 = 2386x4 + 3
так +9547 {\displaystyle \equiv 3{\pmod {4}}}
так напрямок 76376 є L.
Існує простий однолінійной нерекурсивний метод реалізації наведеного вище методу знаходження напрямку повороту в коді. Обчислення повороту {\displaystyle n} у вигляді двійкового числа, обчислюється наступним логічним значенням:
bool turn = (((n & −n) << 1) & n) != 0;
- «n & −n» залишає тільки один біт, якщо '1', то вправо '1' в двійковому розкладанні  n;
- «<< 1» зрушує вліво на одну позицію;
- «& n» виходить, що або один біт (якщо {\displaystyle k\equiv 3{\pmod {4}}}), або нуль (якщо {\displaystyle k\equiv 1{\pmod {4}}}).
- так «bool turn = (((n & −n) << 1) & n) != 0» — TRUE якщо n у свою чергу — L; і FALSE, якщо n у свою чергу — R.

#### Грей код
Інший спосіб обробки — зменшення за нижчезазначеним алгоритмом. Використання коду Грея, починаючи з нуля, визначає зміну до наступного значення. Якщо зміна 1, то повернути наліво, і якщо він дорівнює 0, то повернути праворуч. Враховуючи дискретний вхід, B, відповідний код Грея, G, дається «G = B XOR (B>>1)». Використання  Gi та Gi−1, поворот дорівнює «(не Gi), а Gi−1».
- G = B ^ (B >> 1); Це стає сірий код з двійкового.
- Т = (~ G0) і G1; Якщо T дорівнює 0 — за годинниковою стрілкою, інше — повернути проти годинникової стрілки.

### Розміри
- Незважаючи на дивний вигляд, крива дракона має прості вимірювання. Зверніть увагу, що розміри 1 та 1,5 є границею, а не фактичним значенням.

- Його поверхня також досить проста: якщо початковий відрізок дорівнює 1, то його поверхню дорівнює {\displaystyle {\frac {1}{2}}} . Цей результат походить від його властивості.
- Крива ніколи не перетинає себе.
- Багато самостійно схожих елементів можна побачити на кривій дракона. Найбільш очевидним є повторення тієї ж схеми, нахиленої на 45 ° і з коефіцієнтом обтиснення {\displaystyle {\sqrt {2}}}.

- Його фрактальна розмірність може бути обчислена : {\displaystyle \textstyle {{\frac {\ln 2}{\ln {\sqrt {2}}}}=2}} : Ця крива заповнює  його простір[en].
- Його межа має нескінченну довжину, так як це збільшує аналогічний коефіцієнт кожної ітерації.
- Фрактальна розмірність його межі була наближена чисельно до розмірності Чанг і Чжан[1].

Насправді він може бути знайдений аналітично:  
{\displaystyle \log _{2}\left({\frac {1+{\sqrt[{3}]{73-6{\sqrt {87}}}}+{\sqrt[{3}]{73+6{\sqrt {87}}}}}{3}}\right)\cong 1.523627086202492.}
У цьому корінь рівняння
{\displaystyle \textstyle {4^{x}(2^{x}-1)=4(2^{x}+1).}}

### Черепиця

1-й елемент з 4 кривих
2-й елемент з 4 кривих
3-й елемент з 4 кривих
Крива дракона
1-й елемент з 2 кривих
2-й елемент з 2 кривих (twindragon)
3-й елемент з 2 кривих
Приклад площини плитки
Приклад площини плитки
Приклад площини плитки
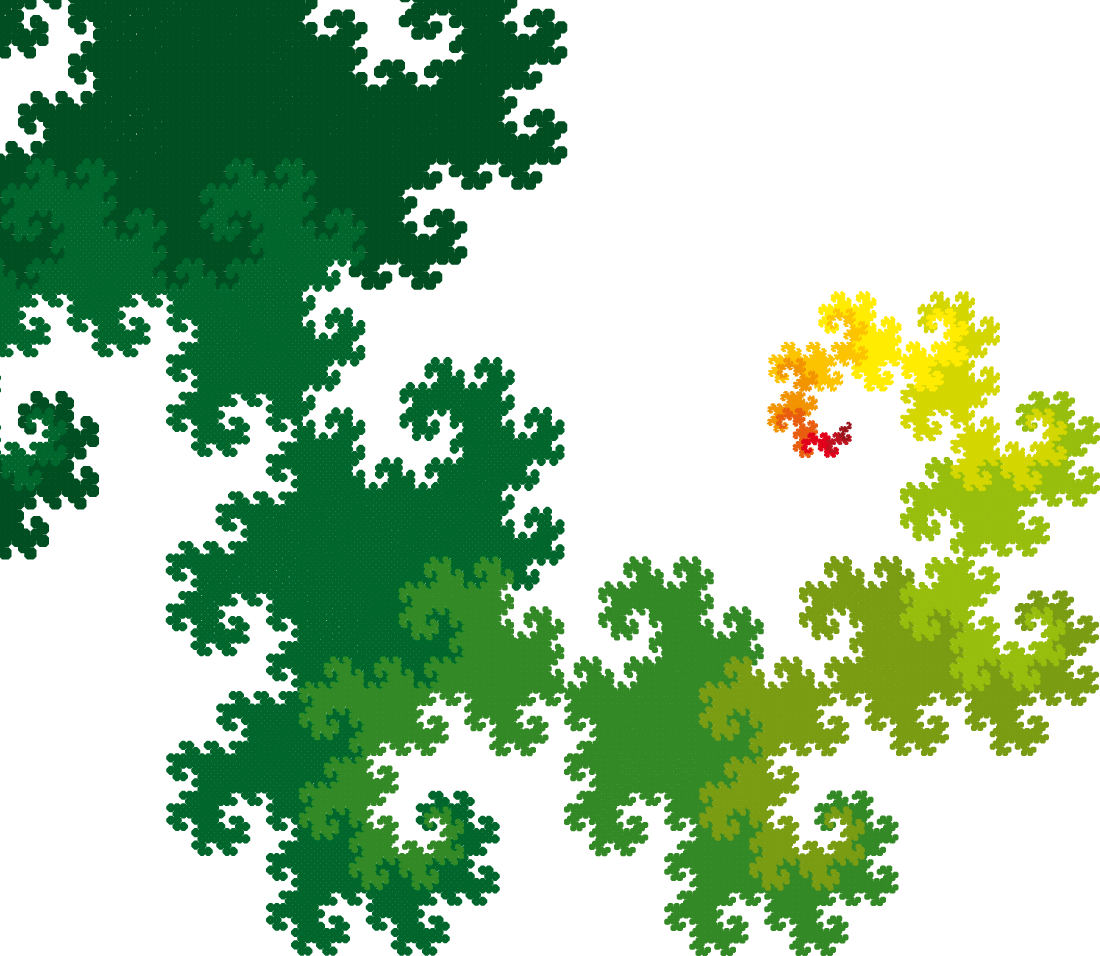
Крива дракона в зростаючих розмірах утворюють нескінченну спіраль. 4 з цих спіралей (з обертанням 90 °).

## Twindragon
Twindragon (також відомий як дракон Девіс-Кнута) може бути побудований шляхом розміщення двох кривих дракона спина до спини. Ця система функцій може мати також безліч повторів:
{\displaystyle f_{1}(z)={\frac {(1+i)z}{2}}}
{\displaystyle f_{2}(z)=1-{\frac {(1+i)z}{2}}}
де вихідна форма визначається наступним {\displaystyle S_{0}=\{0,1,1-i\}} набором.
Це також можна записати у вигляді L-системи — достатньо лише додати ще один розділ в початковому рядку:
- кут 90 °;
- Початковий рядок FX + FX +;
- рядок переписування правил:
  - Х ↦ X + YF
  - У ↦ FX — У.

|  |  |

## Terdragon

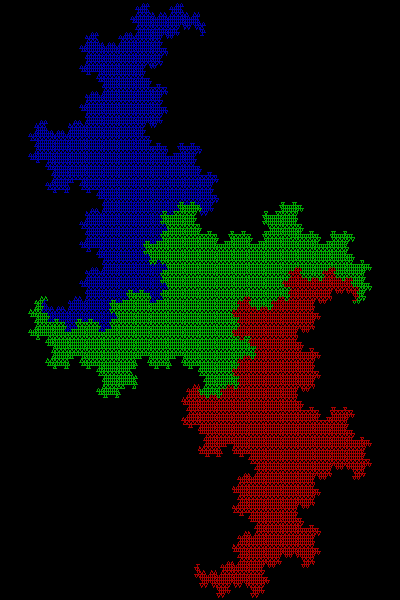
Terdragon крива

Terdragon може бути записаний у вигляді системи:
- кут 120 °;
- Початковий рядок F;
- рядок переписування правил:
  - F ↦ F+F−F.

Ця система функцій може мати безліч повторів:
{\displaystyle f_{1}(z)=\lambda z}
{\displaystyle f_{2}(z)={\frac {i}{\sqrt {3}}}z+\lambda }
{\displaystyle f_{3}(z)=\lambda z+\lambda ^{*}}
де :{\displaystyle \lambda ={\frac {1}{2}}-{\frac {i}{2{\sqrt {3}}}},\lambda ^{*}={\frac {1}{2}}+{\frac {i}{2{\sqrt {3}}}}.}

## Крива Леві
Також відома як дракон Леві.
|  |

### Приклад алгоритму на PHP
```
<?php

        
$i
 
=
 
20
;

        
        
$image
 
=
 
imagecreatetruecolor
(
640
,
 
480
);

        
imagefilledrectangle
(
$image
,
 
0
,
 
0
,
 
imagesx
(
$image
)
 
-
 
1
,
 
imagesy
(
$image
)
 
-
 
1
,

                
imagecolorresolve
(
$image
,
 
255
,
 
255
,
 
255
));

        
$color
 
=
 
imagecolorresolve
(
$image
,
 
0
,
 
0
,
 
0
);

 
        
drawDragon
(
$image
,
 
imagesx
(
$image
)
 
*
 
3
/
8
,
 
imagesy
(
$image
)
 
*
 
3
/
8
,

                
imagesx
(
$image
)
 
*
 
5
/
8
,
 
imagesy
(
$image
)
 
*
 
5
/
8
,
 
$i
,
 
$color
);

        
        
/**

         * Draws dragon curve between two points.

         * @return void

         */

        
function
 
drawDragon
(
$image
,
 
$xa
,
 
$ya
,
 
$xc
,
 
$yc
,
 
$i
,
 
$color
)
 
{

            
if
(
$i
 
==
 
0
)

                
imageline
(
$image
,
 
$xa
,
 
$ya
,
 
$xc
,
 
$yc
,
 
$color
);

            
else
 
{

                
// A---B

                
//     |

                
//     C

                
$xb
 
=
 
(
$xa
 
+
 
$xc
)
 
/
 
2
 
+
 
(
$yc
 
-
 
$ya
)
 
/
 
2
;

                
$yb
 
=
 
(
$ya
 
+
 
$yc
)
 
/
 
2
 
-
 
(
$xc
 
-
 
$xa
)
 
/
 
2
;

                
drawDragon
(
$image
,
 
$xa
,
 
$ya
,
 
$xb
,
 
$yb
,
 
$i
 
-
 
1
,
 
$color
);

                
drawDragon
(
$image
,
 
$xc
,
 
$yc
,
 
$xb
,
 
$yb
,
 
$i
 
-
 
1
,
 
$color
);

            
}
 
        
}

 
        
header
(
'Content-type: image/png'
);

        
imagepng
(
$image
);

        
imagedestroy
(
$image
);

```

### Приклад алгоритму на Delphi (VCL)
```
procedure
 
Dragon
(
x1
,
y1
,
x2
,
y2
,
Depth
:
Longint
;
canv
:
TCanvas
)
;

  
procedure
 
Paint
(
x1
,
y1
,
x2
,
y2
,
k
:
Longint
)
;

  
var
 
tx
,
ty
:
Longint
;

  
begin

   
if
 
k
=
0
 
then

    
begin

     
canv
.
MoveTo
(
x1
,
y1
)
;

     
canv
.
LineTo
(
x2
,
y2
)
;

     
Exit
;

    
end
;

   
tx
:=
(
x1
+
x2
)
 
div
 
2
+
(
y2
-
y1
)
 
div
 
2
;

   
ty
:=
(
y1
+
y2
)
 
div
 
2
-
(
x2
-
x1
)
 
div
 
2
;

   
Paint
(
x2
,
y2
,
tx
,
ty
,
k
-
1
)
;

   
Paint
(
x1
,
y1
,
tx
,
ty
,
k
-
1
)
;

  
end
;

begin

 
Paint
(
x1
,
y1
,
x2
,
y2
,
Depth
)
;

end
;

```

### Приклад алгоритму на Python 3
```
from
 
turtle
 
import
 
*

def
 
go_drakoning
(
t
,
 
length
,
 
depth
,
 
sign
 
=
 
1
):

    
if
 
depth
 
==
 
1
:

        
t
.
forward
(
length
)

    
else
:

        
t
.
left
(
45
*
sign
)

        
go_drakoning
(
t
,
 
length
/
2
**
0.5
,
 
depth
 
-
 
1
,
 
1
)

        
t
.
right
(
90
*
sign
)

        
go_drakoning
(
t
,
 
length
/
2
**
0.5
,
 
depth
 
-
 
1
,
 
-
1
)

        
t
.
left
(
45
*
sign
)

t
 
=
 
Turtle
()

t
.
color
(
"blue"
)

go_drakoning
(
t
,
 
100
,
 
9
)

```

## Код програми у середовищі програмування Borland Delphi
```
 unit Unit1;
 interface
 uses
 Windows, Messages, SysUtils, Variants, Classes, Graphics, Controls, Forms,
 Dialogs, ExtCtrls, StdCtrls;
 type
 TForm1 = class(TForm)
   Button1: TButton;
   PaintBox1: TPaintBox;
   procedure Button1Click(Sender: TObject);
   procedure Paint(x1,y1,x2,y2,k:Longint);
 private
   { Private declarations }
  public
  n: integer
   { Public declarations }
  end;
  var
  Form1: TForm1;
  implementation
  {$R *.dfm}
  procedure TForm1.Paint(x1,y1,x2,y2,k:Longint);
 var tx,ty:Longint;
 begin
 if n=1 then
 begin
 PaintBox1.Canvas.Pen.Color:=clRed;
 end else begin
 PaintBox1.Canvas.Pen.Color:=clRed;
 end;
  if k=0 then
   begin
    PaintBox1.Canvas.MoveTo(x1,y1);
    PaintBox1.Canvas.LineTo(x2,y2);
    Exit;
   end;
  tx := (x1+x2) div 2 + (y2-y1) div 2;
  ty := (y1+y2) div 2 - (x2-x1) div 2;
  Paint(x2,y2,tx,ty,k-1);
  Paint(x1,y1,tx,ty,k-1);
 end;
procedure TForm1.Button1Click(Sender: TObject);
Var x1,y1,x2,y2,k: Integer;
begin
PaintBox1.Width := 1000;
PaintBox1.Height:= 650;
PaintBox1.Canvas.Brush.Color := clWhite;
PaintBox1.Canvas.Rectangle(0,0,PaintBox1.width,PaintBox1.height);
    x1 := 200;
    y1 := 200;
    x2 := 500;
    y2 := 500;
    k  := 24;
    Paint(x1,y1,x2,y2,k);
  end;    end.
```